# FilmOut San Diego 2009
La 5ª edizione del FilmOut San Diego si è tenuta dall'11 al 17 aprile 2008 a San Diego, California.

## Premi

### FilmOut Festival Awards
- Best Narrative Feature: David Oliveras - Watercolors
- Best Screenwriting: Ishmael Chawla & Chris Mason Johnson - The New Twenty
- Miglior attore: Stuart G. Bennett - Eugene
- Miglior attrice: Anna Madeley - Affinity
- Miglior attore non protagonista: Kyle Clare - Watercolors
- Miglior attrice non protagonista: Justina Machado - Pedro
- Miglior film internazionale: Nacho G. Velilla - Fuori menù (Fuera de carta)
- Best Narrative Short Film
  - A.J. Bond - Hirsute
  - Dan Faltz - Weak Species
- Miglior fotografia: Andrew Parke & Melissa Holt - Watercolors
- Miglior regista: David Oliveras - Watercolors
- Miglior colonna sonora: Scott Starrett - Between Love & Goodbye

### FilmOut Audience Awards
- Best Narrative Feature: Rob Williams - Make the Yuletide Gay
- Best First Narrative Feature: Jesse Rosen - The Art of Being Straight
- Best Narrative Short Film: Veronique Courtois - A Day at the Beach
- Miglior attore: Tye Olson - Watercolors
- Miglior attrice: Najarra Townsend - Tru Loved
- Miglior attore non protagonista: Derek Long - Make the Yuletide Gay
- Miglior attrice non protagonista: Kelly Keaton - Make the Yuletide Gay

### FilmOut Programming Awards
- Freedom Award: Cast - Pedro
- Outstanding Emerging Talent: Alex Loynaz - Pedro
- Outstanding Artistic Achievement: Nick Oceano - Pedro